# Boris Bandov
Boris Bandov (Livno, Yugoslavia; 23 de noviembre de 1953) es un jugador de fútbol bosnio-estadounidense retirado.
Pasó diez temporadas en la Liga de Fútbol de América del Norte, dos en la Major Indoor Soccer League y una en la United Soccer League. Se convirtió en ciudadano estadounidense en 1976.
Jugó treinta y tres partidos internacionales, anotando dos goles con la selección de Estados Unidos entre 1976 y 1983.

## Trayectoria
Comenzó su carrera profesional de fútbol con San Jose Earthquakes el 5 de mayo de 1974. Jugó dos temporadas con los Earthquakes como delantero/centrocampista antes de mudarse a Seattle Sounders después de la temporada de 1975.
Jugó 5 partidos con los Sounders al comienzo de la temporada de 1977 antes de trasladarse a Tampa Bay Rowdies para el resto de la temporada. Aunque vio un tiempo de juego limitado en poco menos de dos temporadas en Tampa Bay, fue reserva en la derrota por 3-1 ante el New York Cosmos en la Soccer Bowl '78.
En 1979, fue fichado por el equipo que los derrotó en la final, el Cosmos. Jugó con ellos hasta el final de la temporada de 1982, incluido en la derrota del campeonato de 1981 ante el Chicago Sting.
En 1983, la Federación de Fútbol de Estados Unidos, en coordinación con la NASL, ingresó a la selección nacional, conocida como Team America, en la NASL como una franquicia de la liga. En abril de 1983, Team America anunció que lo había fichado.
Jugó 21 partidos durante su única temporada en existencia del club. Cuando Team America terminó la temporada de 1983 con un récord de 10-20 (partidos ganados, empatados), el peor en la NASL, la federación retiró al equipo de la liga.
Regresó al Cosmos, pero fue liberado el 16 de noviembre de 1983 cuando se negó a aceptar un recorte salarial del 20%, por lo que en 1984 se fue al Kansas City Comets y luego al Fort Lauderdale Sun de la United Soccer League. Continuó jugando para los Suns en 1985.
Se retiró en 1986 y vive en Dobbs Ferry con su esposa, una ex Miss Oregon. En 1988, fue contratado como entrenador y asistente de fútbol en varios campamentos y clínicas de la Manhattan College para el FC Westchester sub-17.

## Selección nacional
Cuando se convirtió en ciudadano estadounidense, fue llamado casi de inmediato a la selección nacional para su primer partido del año, que fue uno de clasificación para la Copa Mundial de la FIFA el 24 de septiembre de 1976 contra Canadá.  Comenzó su carrera en la selección como una explosión, anotando el gol del empate.

### Partidos y goles internacionales
| \| N.º \| Fecha \| Ciudad \| Local \| Res. \| Visitante \| Competición \| Goles \| \| --- \| ------------------------ \| -------------------- \| ----------------- \| ---- \| --------------- \| ------------------------------------------------- \| ------- \| \| 1 \| 24 de septiembre de 1976 \| Vancouver \| Canadá \| 1:1 \| Estados Unidos \| Clasificación para el Campeonato Concacaf de 1977 \| Anotado \| \| 2 \| 3 de octubre de 1976 \| Los Angeles \| Estados Unidos \| 0:0 \| México \| Clasificación para el Campeonato Concacaf de 1977 \| - \| \| 3 \| 15 de octubre de 1976 \| Puebla de Zaragoza \| México \| 3:0 \| Estados Unidos \| Clasificación para el Campeonato Concacaf de 1977 \| - \| \| 4 \| 20 de octubre de 1976 \| Seattle \| Estados Unidos \| 2:0 \| Canadá \| Clasificación para el Campeonato Concacaf de 1977 \| - \| \| 5 \| 10 de noviembre de 1976 \| Puerto Príncipe \| Haití \| 0:0 \| Estados Unidos \| Amistoso \| - \| \| 6 \| 12 de noviembre de 1976 \| Puerto Príncipe \| Haití \| 0:0 \| Estados Unidos \| Amistoso \| - \| \| 7 \| 14 de noviembre de 1976 \| Puerto Príncipe \| Haití \| 0:0 \| Estados Unidos \| Amistoso \| - \| \| 8 \| 22 de diciembre de 1976 \| Puerto Príncipe \| Canadá \| 3:0 \| Estados Unidos \| Clasificación para el Campeonato Concacaf de 1977 \| \| \| 9 \| 15 de septiembre de 1977 \| San Salvador \| El Salvador \| 1:2 \| Estados Unidos \| Amistoso \| - \| \| 10 \| 18 de septiembre de 1977 \| Ciudad de Guatemala \| Guatemala \| 3:1 \| Estados Unidos \| Amistoso \| - \| \| 11 \| 25 de septiembre de 1977 \| Ciudad de Guatemala \| Guatemala \| 2:0 \| Estados Unidos \| Amistoso \| - \| \| 12 \| 27 de septiembre de 1977 \| Monterrey \| México \| 3:0 \| Estados Unidos \| Amistoso \| - \| \| 13 \| 30 de septiembre de 1977 \| Ciudad de México \| Estados Unidos \| 0:0 \| El Salvador \| Amistoso \| - \| \| 14 \| 6 de octubre de 1977 \| Washington D. C. \| Estados Unidos \| 1:1 \| China \| Amistoso \| - \| \| 15 \| 10 de octubre de 1977 \| Atlanta \| Estados Unidos \| 1:0 \| China \| Amistoso \| - \| \| 16 \| 16 de octubre de 1977 \| San Francisco \| Estados Unidos \| 2:1 \| China \| Amistoso \| - \| \| 17 \| 3 de septiembre de 1978 \| Reykjavík \| Islandia \| 0:0 \| Estados Unidos \| Amistoso \| - \| \| 18 \| 6 de septiembre de 1978 \| Zug \| Suiza \| 2:0 \| Estados Unidos \| Amistoso \| - \| \| 19 \| 20 de septiembre de 1978 \| Setubal \| Portugal \| 1:0 \| Estados Unidos \| Amistoso \| - \| \| 20 \| 3 de febrero de 1979 \| Seattle \| Estados Unidos \| 1:3 \| Unión Soviética \| Amistoso \| - \| \| 21 \| 11 de febrero de 1979 \| San Francisco \| Estados Unidos \| 1:4 \| Unión Soviética \| Amistoso \| - \| \| 22 \| 2 de mayo de 1979 \| East Rutherford \| Estados Unidos \| 0:6 \| Francia \| Amistoso \| - \| \| 23 \| 7 de octubre de 1979 \| Hamilton \| Bermudas \| 1:3 \| Estados Unidos \| Amistoso \| Anotado \| \| 24 \| 10 de octubre de 1979 \| París \| Francia \| 3:0 \| Estados Unidos \| Amistoso \| - \| \| 25 \| 26 de octubre de 1979 \| Budapest \| Hungría \| 0:2 \| Estados Unidos \| Amistoso \| - \| \| 26 \| 29 de octubre de 1979 \| Dublín \| Irlanda \| 3:2 \| Estados Unidos \| Amistoso \| - \| \| 27 \| 4 de octubre de 1980 \| Ciudad de Luxemburgo \| Luxemburgo \| 0:2 \| Estados Unidos \| Amistoso \| - \| \| 28 \| 7 de octubre de 1980 \| Lisboa \| Portugal \| 1:1 \| Estados Unidos \| Amistoso \| - \| \| 29 \| 25 de octubre de 1980 \| Fort Lauderdale \| Estados Unidos \| 0:0 \| Canadá \| Clasificación para la Copa Mundial de 1982 \| - \| \| 30 \| 1 de noviembre de 1980 \| Vancouver \| Canadá \| 2:1 \| Estados Unidos \| Clasificación para la Copa Mundial de 1982 \| - \| \| 31 \| 23 de noviembre de 1980 \| Fort Lauderdale \| Estados Unidos \| 2:1 \| México \| Clasificación para la Copa Mundial de 1982 \| - \| \| 32 \| 21 de marzo de 1982 \| Puerto España \| Trinidad y Tobago \| 1:2 \| Estados Unidos \| Amistoso \| - \| \| 33 \| 8 de abril de 1983 \| Puerto Príncipe \| Haití \| 0:2 \| Estados Unidos \| Amistoso \| - \| |                          |                      |                   |      |                 |                                                   |         |
| N.º | Fecha                    | Ciudad               | Local             | Res. | Visitante       | Competición                                       | Goles   |
| 1 | 24 de septiembre de 1976 | Vancouver            | Canadá            | 1:1  | Estados Unidos  | Clasificación para el Campeonato Concacaf de 1977 | Anotado |
| 2 | 3 de octubre de 1976     | Los Angeles          | Estados Unidos    | 0:0  | México          | Clasificación para el Campeonato Concacaf de 1977 | -       |
| 3 | 15 de octubre de 1976    | Puebla de Zaragoza   | México            | 3:0  | Estados Unidos  | Clasificación para el Campeonato Concacaf de 1977 | -       |
| 4 | 20 de octubre de 1976    | Seattle              | Estados Unidos    | 2:0  | Canadá          | Clasificación para el Campeonato Concacaf de 1977 | -       |
| 5 | 10 de noviembre de 1976  | Puerto Príncipe      | Haití             | 0:0  | Estados Unidos  | Amistoso                                          | -       |
| 6 | 12 de noviembre de 1976  | Puerto Príncipe      | Haití             | 0:0  | Estados Unidos  | Amistoso                                          | -       |
| 7 | 14 de noviembre de 1976  | Puerto Príncipe      | Haití             | 0:0  | Estados Unidos  | Amistoso                                          | -       |
| 8 | 22 de diciembre de 1976  | Puerto Príncipe      | Canadá            | 3:0  | Estados Unidos  | Clasificación para el Campeonato Concacaf de 1977 |         |
| 9 | 15 de septiembre de 1977 | San Salvador         | El Salvador       | 1:2  | Estados Unidos  | Amistoso                                          | -       |
| 10 | 18 de septiembre de 1977 | Ciudad de Guatemala  | Guatemala         | 3:1  | Estados Unidos  | Amistoso                                          | -       |
| 11 | 25 de septiembre de 1977 | Ciudad de Guatemala  | Guatemala         | 2:0  | Estados Unidos  | Amistoso                                          | -       |
| 12 | 27 de septiembre de 1977 | Monterrey            | México            | 3:0  | Estados Unidos  | Amistoso                                          | -       |
| 13 | 30 de septiembre de 1977 | Ciudad de México     | Estados Unidos    | 0:0  | El Salvador     | Amistoso                                          | -       |
| 14 | 6 de octubre de 1977     | Washington D. C.     | Estados Unidos    | 1:1  | China           | Amistoso                                          | -       |
| 15 | 10 de octubre de 1977    | Atlanta              | Estados Unidos    | 1:0  | China           | Amistoso                                          | -       |
| 16 | 16 de octubre de 1977    | San Francisco        | Estados Unidos    | 2:1  | China           | Amistoso                                          | -       |
| 17 | 3 de septiembre de 1978  | Reykjavík            | Islandia          | 0:0  | Estados Unidos  | Amistoso                                          | -       |
| 18 | 6 de septiembre de 1978  | Zug                  | Suiza             | 2:0  | Estados Unidos  | Amistoso                                          | -       |
| 19 | 20 de septiembre de 1978 | Setubal              | Portugal          | 1:0  | Estados Unidos  | Amistoso                                          | -       |
| 20 | 3 de febrero de 1979     | Seattle              | Estados Unidos    | 1:3  | Unión Soviética | Amistoso                                          | -       |
| 21 | 11 de febrero de 1979    | San Francisco        | Estados Unidos    | 1:4  | Unión Soviética | Amistoso                                          | -       |
| 22 | 2 de mayo de 1979        | East Rutherford      | Estados Unidos    | 0:6  | Francia         | Amistoso                                          | -       |
| 23 | 7 de octubre de 1979     | Hamilton             | Bermudas          | 1:3  | Estados Unidos  | Amistoso                                          | Anotado |
| 24 | 10 de octubre de 1979    | París                | Francia           | 3:0  | Estados Unidos  | Amistoso                                          | -       |
| 25 | 26 de octubre de 1979    | Budapest             | Hungría           | 0:2  | Estados Unidos  | Amistoso                                          | -       |
| 26 | 29 de octubre de 1979    | Dublín               | Irlanda           | 3:2  | Estados Unidos  | Amistoso                                          | -       |
| 27 | 4 de octubre de 1980     | Ciudad de Luxemburgo | Luxemburgo        | 0:2  | Estados Unidos  | Amistoso                                          | -       |
| 28 | 7 de octubre de 1980     | Lisboa               | Portugal          | 1:1  | Estados Unidos  | Amistoso                                          | -       |
| 29 | 25 de octubre de 1980    | Fort Lauderdale      | Estados Unidos    | 0:0  | Canadá          | Clasificación para la Copa Mundial de 1982        | -       |
| 30 | 1 de noviembre de 1980   | Vancouver            | Canadá            | 2:1  | Estados Unidos  | Clasificación para la Copa Mundial de 1982        | -       |
| 31 | 23 de noviembre de 1980  | Fort Lauderdale      | Estados Unidos    | 2:1  | México          | Clasificación para la Copa Mundial de 1982        | -       |
| 32 | 21 de marzo de 1982      | Puerto España        | Trinidad y Tobago | 1:2  | Estados Unidos  | Amistoso                                          | -       |
| 33 | 8 de abril de 1983       | Puerto Príncipe      | Haití             | 0:2  | Estados Unidos  | Amistoso                                          | -       |

## Clubes
| Club                 | País           | Año       |
| -------------------- | -------------- | --------- |
| San Jose Earthquakes | Estados Unidos | 1974-1975 |
| Seattle Sounders     | Estados Unidos | 1976-1977 |
| Tampa Bay Rowdies    | Estados Unidos | 1977-1978 |
| New York Cosmos      | Estados Unidos | 1979-1982 |
| Team America         | Estados Unidos | 1983      |
| Kansas City Comets   | Estados Unidos | 1984      |
| Fort Lauderdale Sun  | Estados Unidos | 1984-1985 |
| New York Croatia     | Estados Unidos | 1985-1986 |

## Palmarés

### Títulos nacionales
| Título                       | Equipo           | País           | Año  |
| ---------------------------- | ---------------- | -------------- | ---- |
| North American Soccer League | New York Cosmos  | Estados Unidos | 1980 |
| North American Soccer League | New York Cosmos  | Estados Unidos | 1982 |
| Cosmopolitan Soccer League   | New York Croatia | Estados Unidos | 1986 |